# جيم ويلهلم
جيم ويلهلم (بالإنجليزية: Jim Wilhelm)‏ هو لاعب كرة قاعدة أمريكي، ولد في 20 سبتمبر 1952 في سان رافاييل في الولايات المتحدة.

## وصلات خارجية
- جيم ويلهلم على موقعبيزبول رفرنس.كوم (الدوري الرئيسي) (الإنجليزية)
- جيم ويلهلم على موقعبيزبول رفرنس.كوم (الدوري الثانوي) (الإنجليزية)